# Una sors coniunxit
La Una sors coniunxit, nota come Una, è stata un'etichetta discografica italiana nata nel 1975 e attiva fino al 1983. Il marchio è poi sopravvissuto fino al 1988, con diverse altre distribuzioni.

## Storia
Dopo le svariate esperienze discografiche prima come direttore artistico della RCA Italiana e della Dischi Ricordi, poi come cofondatore della Parade, e fondatore della It, nel 1976 Vincenzo Micocci decise di dare vita a una nuova etichetta, dopo aver preso accordi con Ennio Melis, in maniera tale che la RCA ne distribuisse i dischi, come avveniva già con la It.
La Una sors coniunxit, con sede a Roma, si caratterizzò per un'attenzione non solo al mondo dei cantautori, tipico di Micocci, ma anche ad aspetti musicali più sperimentali: per questa etichetta uscì, per esempio, il disco collettivo L'Eliogabalo, opera rock scritta dal cantautore torinese Emilio Locurcio.
Tra gli artisti pubblicati dalla Una sors coniunxit si ricordano Gaio Chiocchio, ex componente del gruppo di progressive Pierrot Lunaire e paroliere di Amedeo Minghi, Alberto Beltrami (che nel 1980 partecipa al Festival di Sanremo con la canzone Non ti drogare), l'ex batterista della Formula 3 Tony Cicco, Roberto Kunstler, futuro paroliere di Sergio Cammariere, che nel 1985 partecipò al Festival di Sanremo con Saranno i giovani, scritta insieme a Mimmo Locasciulli) e Goran Kuzminac, il nome più significativo dell'etichetta.

## Dischi
La datazione qui riportata si basa sull'etichetta del disco o sulla copertina; qualora nessuno di questi elementi abbia una datazione, è basata sulla numerazione del catalogo; talora è, infine, basata sul codice della matrice di stampa. Se esistenti, sono riportati, oltre all'anno, il mese e il giorno (quest'ultimo dato si trova, a volte, stampato sul vinile).

### 33 giri
| Numero di catalogo | Anno | Interprete       | Titoli        |
| ------------------ | ---- | ---------------- | ------------- |
| ZPLU 34023         | 1977 | Emilio Locurcio  | L'Eliogabalo  |
| ZPLU 34035         | 1978 | Lino Rufo        | Notte chiara  |
| ZPLU 34087         | 1980 | Alberto Beltrami | Correndo      |
| ZPLU 34088         | 1980 | Goran Kuzminac   | Ehi ci stai   |
| ZPLU 34143         | 1981 | Goran Kuzminac   | Prove di volo |

### Q Disc
I Q Disc sono stati una serie di emissioni lanciate dalla RCA Italiana (e quindi anche dalle etichette satelliti, come la Una) che racchiudevano 4 canzoni in un 33 giri. Questo supporto smise di essere prodotto a circa quattro anni dall'inizio.
| Numero di catalogo | Anno | Interprete       | Titoli       |
| ------------------ | ---- | ---------------- | ------------ |
| ZPGU 33409         | 1980 | Gaio Chiocchio   | Londra       |
| PSE 10303          | 1985 | Roberto Kunstler | Gente comune |

### 45 giri
| Numero di catalogo | Anno | Interprete                                                | Titoli                                                       |
| ------------------ | ---- | --------------------------------------------------------- | ------------------------------------------------------------ |
| ZBU 7012           | 1976 | Lino Rufo (sul lato A)/Vittorio Marino (sul lato B)       | Ancora i nostri errori/Il rock non muore mai                 |
| ZBU 7013           | 1976 | Geppi Patota (sul lato A)/Emilio Locurcio (sul lato B)    | Fiore delicato uccello forte/Giovanna Labbromorto            |
| ZBU 7014           | 1976 | Goran Kuzminac (sul lato A)/Alberto Beltrami (sul lato B) | Io/Venezia                                                   |
| ZBU 7044           | 1977 | Alberto Beltrami                                          | Il salto/Prigioniero di libertà                              |
| ZBU 7053           | 1978 | Lino Rufo                                                 | Laura G./Fa' che mi telefoni                                 |
| ZBU 7099           | 1978 | Goran Kuzminac                                            | Stasera l'aria è fresca/Passeggiata                          |
| ZBU 7153           | 1979 | Lino Rufo                                                 | Ballerina (L'altra parte di te)/Fuoco                        |
| ZBU 7181           | 1980 | Alberto Beltrami                                          | Non ti drogare/Luci del sud                                  |
| ZBU 7183           | 1980 | Goran Kuzminac                                            | Ehi ci stai/Tempo                                            |
| ZBU 7194           | 1980 | Alberto Beltrami                                          | Silvia non lo sa/Sogno l'America                             |
| ZBU 7238           | 1981 | Goran Kuzminac                                            | Stella del nord/Donne di musica                              |
| ZBU 7240           | 1982 | Gaio Chiocchio                                            | Piccolo fuso/Transfert                                       |
| ZBU 7263           | 1982 | Tony Cicco                                                | Velocità/Settimo cielo                                       |
| ZBU 7273           | 1982 | Alberto Beltrami                                          | Supporter/Radiolena                                          |
| ZBU 7289           | 1982 | Goran Kuzminac                                            | Lady Molly/Mordi la vita                                     |
| P 7343             | 1984 | Roberto Kunstler                                          | Danzando con la notte e col vento/Piccola regina del varietà |
| P 7351             | 1985 | Roberto Kunstler                                          | Saranno i giovani/Gente comune                               |
| UNA 52001          | 1988 | Effetto notte                                             | Vestita di nero infinito/First Love                          |